# Sèrra d'Auba
La Sèrra d'Auba és una serra situada al municipi de Vielha e Mijaran a la comarca de la (Vall d'Aran), amb una elevació màxima de 2.536 metres.